# Sefīd Dasht
Sefīd Dasht (persiska: سفيد دشت, سَفيد دَشت) är en ort i Iran.   Den ligger i provinsen Chahar Mahal och Bakhtiari, i den centrala delen av landet, 400 km söder om huvudstaden Teheran. Sefīd Dasht ligger 2 152 meter över havet och antalet invånare är 5 880.
Terrängen runt Sefīd Dasht är kuperad åt nordväst, men åt sydost är den platt. Runt Sefīd Dasht är det ganska tätbefolkat, med 62 invånare per kvadratkilometer. Närmaste större samhälle är Farādonbeh, 13,9 km söder om Sefīd Dasht. Omgivningarna runt Sefīd Dasht är i huvudsak ett öppet busklandskap.